# Frans Breugelmans (1905-2000)
Frans Breugelmans (Lier, 11 maart 1905 - aldaar, 27 mei 2000) was een Belgisch arts en politicus voor het Katholiek Verbond van België en vervolgens de CVP.

## Levensloop
Breugelmans had een uitgesproken flamingante reputatie. Zo was hij tijdens zijn studententijd voorzitter van de Lierse AKVS-gilde Hooger Op en bleef hij ook na nadien goed bevriend met een aantal Vlaams-nationalisten in Lier, waaronder de dokters Jozef Sels en Jozef Cornelis. Tevens was hij een pleitbezorger voor een kartellijst van de KVV en het VNV in de aanloop naar de gemeenteraadsverkiezingen van 1938, hetgeen echter spaak liep tijdens de onderhandelingen.
Bij de reorganisatie van het Katholiek Verbond van België in 1937 werd Breugelmans aangesteld als voorzitter van het voorlopig partijbureau van de lokale KVV-afdeling. Bij de bestuursverkiezingen van 1938 werd hij aangesteld tot nieuwe voorzitter. Bij de gemeenteraadsverkiezingen van dat jaar werd hij tevens verkozen als gemeenteraadslid voor de partij. Bij de eerste naoorlogse gemeenteraadsverkiezingen van 24 november 1946 behaalde hij 720 voorkeurstemmen op de CVP-kieslijst. Na de lokale stembusgang van 1958 werd hij aangesteld als burgemeester, een mandaat dat hij zou uitoefenen tot 1976. Hij werd opgevolgd door zijn partijgenoot Raymond Callaerts.
Hij was erevoorzitter van het Davidsfonds Lier en eerste ere-brigardier van het veldartillerie-regiment 2A.
Zijn kleinzoon Koen Breugelmans was ook politiek actief. Hij was onder meer schepen te Lier.